# Herm Dienz
Ernst Hermann « Herm » Dienz, né le 8 octobre 1891 à Coblence et mort le 26 août 1980 à Siegburg, est un peintre et un graphiste rhénan.

## Biographie
Dienz étudie le droit à Munich, Berlin et Bonn. Après son doctorat en droit, il ne poursuit pas de carrière juridique mais embrasse le métier de peintre indépendant. Il habite d'abord, avec sa femme Hilde et son fils Rainer (né en 1922, mort le 13 avril 1945), à Rosbach vor der Höhe dans le Westerwald d'où il va d'abord à Berlin avec l'intention de poursuivre sa formation en arts plastiques, enseignant en même temps. De 1927 à 1939, il est professeur à la Hochschule für Lehrerbildung à Bonn, avant de participer à la Seconde Guerre mondiale.
Dans les années 1920, il crée des œuvres expressionnistes, spécialement des toiles, gravures sur bois, des dessins et des lithographies.
Pendant le IIIème Reich, il se tait plutôt et, après la guerre, il se consacre à l'abstrait mais aussi au figuratif moderne.